# Stories for Boys
«Stories for Boys» es la sexta canción del disco de debut de U2, Boy (1980). Una versión previa de este tema aparece también en el EP Three que el grupo había publicado en 1979.

## Historia
Al principio solían abrir los conciertos con "Stories for Boys", pero la movieron hacia el final del repertorio, junto a "Out of Control", que era con la que normalmente cerraban antes de los bises.
"Stories for Boys" no continuó en el repertorio tras la gira Boy. La canción aguantó durante los inicios del October Tour, hasta que fue finalmente retirada en marzo de 1982.
Durante la anteúltima gira, (Vertigo Tour), regresó "Stories for Boys", cantando Bono un pequeño fragmento al final de "Vertigo", posiblemente debido a la relación entre el final de cada estrofa de "Stories for Boys" y el principio del estribillo de "Vertigo", ya que ambas secciones contienen la frase "Hello, Hello".
Esto fue habitual durante los conciertos de la primera manga, y se repitió alguna vez durante la segunda.

## En directo
La canción debutó en directo en 1979, en una de las giras anteriores al Boy Tour de 1980. Formó parte también de esta gira y, en menor medida, de la siguiente, el October Tour de 1981-82. Se recuperó 23 años después para unos cuantos conciertos del Vertigo Tour en 2005. También se tocó en un solitario concierto del 360° Tour en 2009, celebrado en Massachusetts, Estados Unidos.
- Tocada por primera vez en junio de 1979 en los estudios Windmill Lane, Dublín, Irlanda.
- Tocada por última vez el 21 de septiembre de 2009 en el Gillette Stadium, Foxborough, Massachusetts, Estados Unidos.

Esta canción ha sido interpretada en directo al menos 140 veces.